# Melanitis lacrima
Melanitis lacrima är en fjärilsart som beskrevs av Hans Fruhstorfer 1908. Melanitis lacrima ingår i släktet Melanitis och familjen praktfjärilar. Inga underarter finns listade i Catalogue of Life.